# 平福寺 (安曇野市)
平福寺（へいふくじ）は長野県安曇野市にある高野山真言宗の寺院。山号は長尾山。

## 概要
寺伝によれば、長徳年間に安曇郡住吉荘の開発領主藤原氏（藤原惟正）によって創建された。地頭西牧氏の庇護を受け、住吉荘18郷の祈願寺となった。永享3年（1431年）に西牧氏から観音堂（安曇野市指定文化財）の鰐口を寄進された。室町時代末期には戦火に見舞われ堂宇を焼失したが、天正3年（1575年）武田勝頼によって再興された。太閤検地では寺領15石が安堵されている。
往時の境内は約4万6000坪あり、本堂、客殿、仁王門、山門、鐘楼、庚申堂等があった。本尊は藤原氏全盛期の11世紀に制作された聖観世音菩薩で、鎌倉時代末期の不動明王像、毘沙門天像もある。天保年間に当地を拠点に槍ヶ岳登山を敢行した播隆上人揮毫の六字名号碑がある。